# Dumasca
Dumasca – wieś w Rumunii, w okręgu Vaslui, w gminie Tăcuta. W 2011 roku liczyła 365 mieszkańców.